# Zbigniew Graczyk (inżynier)
Zbigniew Graczyk (ur. 12 listopada 1948 w Kamieniu Pomorskim) – polski inżynier, urzędnik, nauczyciel akademicki i polityk.

## Życiorys
W 1971 ukończył studia na Wydziale Rybactwa Morskiego i Technologii Żywności Akademii Rolniczej w Szczecinie. Następnie został wykładowcą na tej uczelni. W 2009 uzyskał na Uniwersytecie Szczecińskim stopień doktora nauk humanistycznych.
Pracował w Zjednoczeniu Gospodarki Rybnej w Szczecinie oraz jako technolog w PPDiUR Odra w Świnoujściu, a potem w Supercargo w Szczecinie. Od 1994 do 1997 pełnił funkcję dyrektora  Departamentu Rybołówstwa Morskiego w Ministerstwie Transportu i Gospodarki Morskiej oraz pełnomocnika ministra ds. współpracy z krajami Wspólnoty Niepodległych Państw. W latach 1997–2005  był radcą Ambasady RP w Rosji.
Przez 20 lat należał do Polskiej Zjednoczonej Partii Robotniczej. Był członkiem KW PZPR w Szczecinie. Następnie wstąpił do Samoobrony RP. Z ramienia tej partii bez powodzenia kandydował w 2006 do sejmiku zachodniopomorskiego. Doradzał ministrowi rolnictwa Andrzejowi Lepperowi.
Od 9 stycznia do 13 sierpnia 2007 sprawował urząd podsekretarza stanu w Ministerstwie Gospodarki Morskiej (był odpowiedzialny za sprawy rybołówstwa).
W wyborach samorządowych w 2010 bez powodzenia kandydował do sejmiku zachodniopomorskiego z listy Sojuszu Lewicy Demokratycznej.

## Odznaczenia
W 2003, za zasługi dla gospodarki łowieckiej i ochrony przyrody, został odznaczony przez prezydenta Aleksandra Kwaśniewskiego Brązowym Krzyżem Zasługi.